# Niederkalifornisches Mausohr
Das Niederkalifornische Mausohr (Myotis peninsularis) ist eine Fledermausart aus der Familie der Glattnasen (Vespertilionidae), welche in Mexiko beheimatet ist. Die Art gilt als stark gefährdet.
Die Art heißt so, weil sie nur auf der Halbinsel (latein.: „peninsula“) Niederkalifornien zu finden ist.

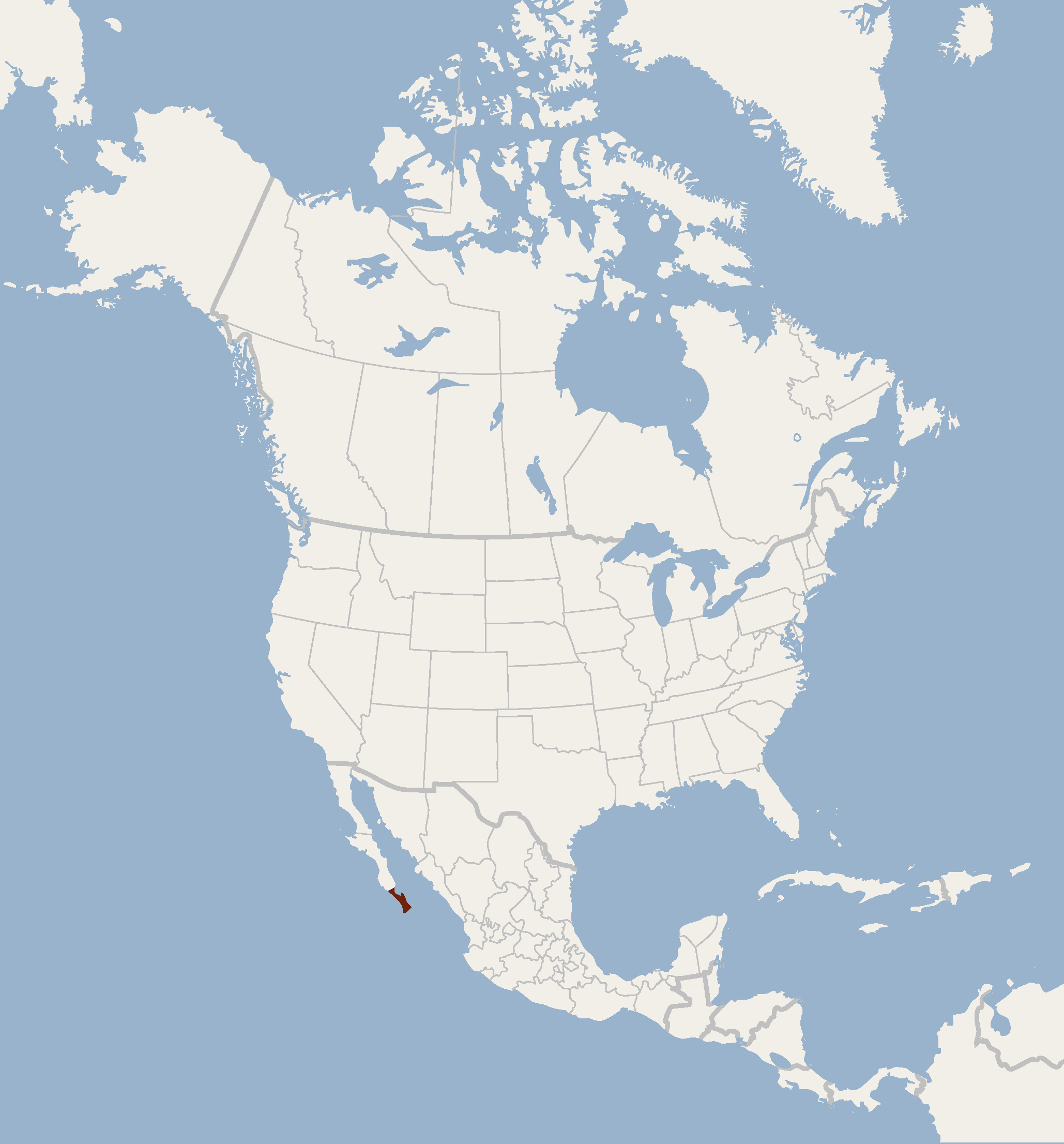
Verbreitung von Myotis peninsularis

## Beschreibung
Das Niederkalifornische Mausohr gehört mit einer Kopf-Rumpf-Länge von 44,8 bis 55,0 mm und einer Unterarmlänge von 37,2 bis 40,6 mm zu einer der größten Mausohren Nordamerikas. Sie sieht Myotis velifer ähnlich, ist jedoch kleiner als diese. Das Fell ist tonfarben, wobei die Basis der einzelnen Haare gelblich grau ist. Das Bauchfell ist heller. Männchen werden in der Regel als gelblicher beschrieben als Weibchen. Weibchen sind zudem leicht größer als Männchen (Sexualdimorphismus).
Von der auf der Halbinsel ebenfalls vorkommenden Myotis evotis unterscheidet sich M. peninsularis durch die kürzeren Ohren, von Myotis californicus, Myotis ciliolabrum und Myotis yumanensis durch die größere Körpergröße und einem ungeschwungenen Kalkar. Myotis vivesi ist hingegen viel größer als M. peninsularis.

## Lebensweise
Über die Lebensweise des Niederkalifornischen Mausohrs ist sehr wenig bekannt, zumal die Population relativ klein und das Verbreitungsgebiet sehr eingeschränkt ist. Die Art wurde in gerade mal fünf Höhlen nachgewiesen.
Die Paarung findet vor dem Winterschlaf statt, wobei die Weibchen die Spermien einlagern und die Eizelle erst im Frühling befruchtet wird. Zwischen Juni und Juli gebären die Weibchen jeweils ein einzelnes Jungtier. Während und nach der Geburt bilden die Weibchen in Höhlen Mutterkolonien von bis zu 5.000 Tieren, die sich versammeln, bis die Jungen selbständig sind.

## Verbreitung und Lebensraum
Das Niederkalifornische Mausohr kommt in einem nur 5.000 km² großen Gebiet im Süden der Niederkalifornischen Halbinsel (Baja California) in Mexiko vor. Der Bestand wird von der IUCN  wegen des kleinen Verbreitungsgebiets als stark gefährdet („endangered“) eingestuft.